# Compact Disc Database
Compact Disc Database (cd-databank, afgekort CDDB) is een databank voor computertoepassingen om informatie over een bepaalde muziek-cd via het internet op te vragen.
CDDB is een merknaam van Gracenote. Sinds de nieuwe website van Gracenote in september 2010 van start ging, is de cd-databank om via internet naar muziek te zoeken niet meer openbaar toegankelijk.

## Hoe wordt een cd herkend?
In een cd staat eigenlijk alleen muziek.
Informatie over de muziek is alleen te vinden op het gedrukte label en in het meegeleverde boekje, niet in de cd zelf.
Toch is het mogelijk dat een cd-speler een cd herkent, en wel met de indeling in tracks (muziekstukken).
Aan het begin van een cd staat een inhoudsopgave, en daarin staat, bijvoorbeeld, dat de cd 10 tracks heeft, met een duur van 03:42, 05:18 enz. 
Er bestaat hoogstwaarschijnlijk geen andere cd met hetzelfde aantal tracks en dezelfde duur.
Met dit gegeven kan specifieke informatie worden opgehaald zoals de uitvoerende, muziekgenre, albumtitel en de titel van elke track.
Sommige cd's bevatten ook het bestelnummer dat ook op het boekje te vinden is (bijvoorbeeld 800 362-2) en daaraan zou de cd ook herkend kunnen worden, maar bij veel cd's ontbreekt deze informatie.

## Toepassingen
Deze database wordt hoofdzakelijk door mediaspelers en zogenaamde cd-rippers zoals Winamp gebruikt om geluid van cd's om te zetten naar muziekbestanden die later op computers en met speciale afspelers gebruikt kunnen worden. Ook Sony Ericsson maakt met de toepassing TrackID gebruik van deze database. 
Een andere toepassing is het afspelen van een cd waarbij de gegevens van de cd op het computerscherm verschijnen.
De mediaplayer die bij Microsoft Windows wordt geleverd, kan een soortgelijke functie verrichten, maar maakt daarbij gebruik van de database van Microsoft, waarin tamelijk veel fouten staan.
Een cd-speler heeft geen internetaansluiting en kan de Gracenote-gegevens dus niet ontvangen. Dat is anders met een dvd- of blu-rayspeler: veel moderne spelers hebben een internetaansluiting. Bovendien kan men er een televisietoestel op aansluiten. De hardware zou dus in staat moeten zijn bij het afspelen van een 'ouderwetse' cd de gegevens van Gracenote op het scherm te tonen, maar er zijn geen dvd- of blu-rayspelers bekend die daar gebruik van maken. Het gebruik van Gracenote blijft dus beperkt tot een cd die op de computer wordt afgespeeld.

## Bewerken
De gebruikers hebben de mogelijkheid zelf de database bij te werken, evenals bij Wikipedia. Ze kunnen een nieuwe cd toevoegen en fouten verbeteren. 
Het is mogelijk een zelfgebrande cd toe te voegen, maar dit wordt door Gracenote niet op prijs gesteld, niemand heeft er immers iets aan. Daarop zijn echter uitzonderingen: wie bijvoorbeeld de eerste twee albums van The Beatles samen op één cd brandt (dat kan, want de commercieel verkochte Beatle-cd's bevatten nauwelijks een half uur muziek), zal merken dat een ander hem voor is geweest.